# Banate
Banate è una municipalità di quarta classe delle Filippine, situata nella Provincia di Iloilo, nella Regione del Visayas Occidentale.
Banate è formata da 18 baranggay:
- Alacaygan
- Bariga
- Belen
- Bobon
- Bularan
- Carmelo
- De La Paz
- Dugwakan
- Fuentes
- Juanico
- Libertad
- Magdalo
- Managopaya
- Merced
- Poblacion
- San Salvador
- Talokgangan
- Zona Sur

## Storia

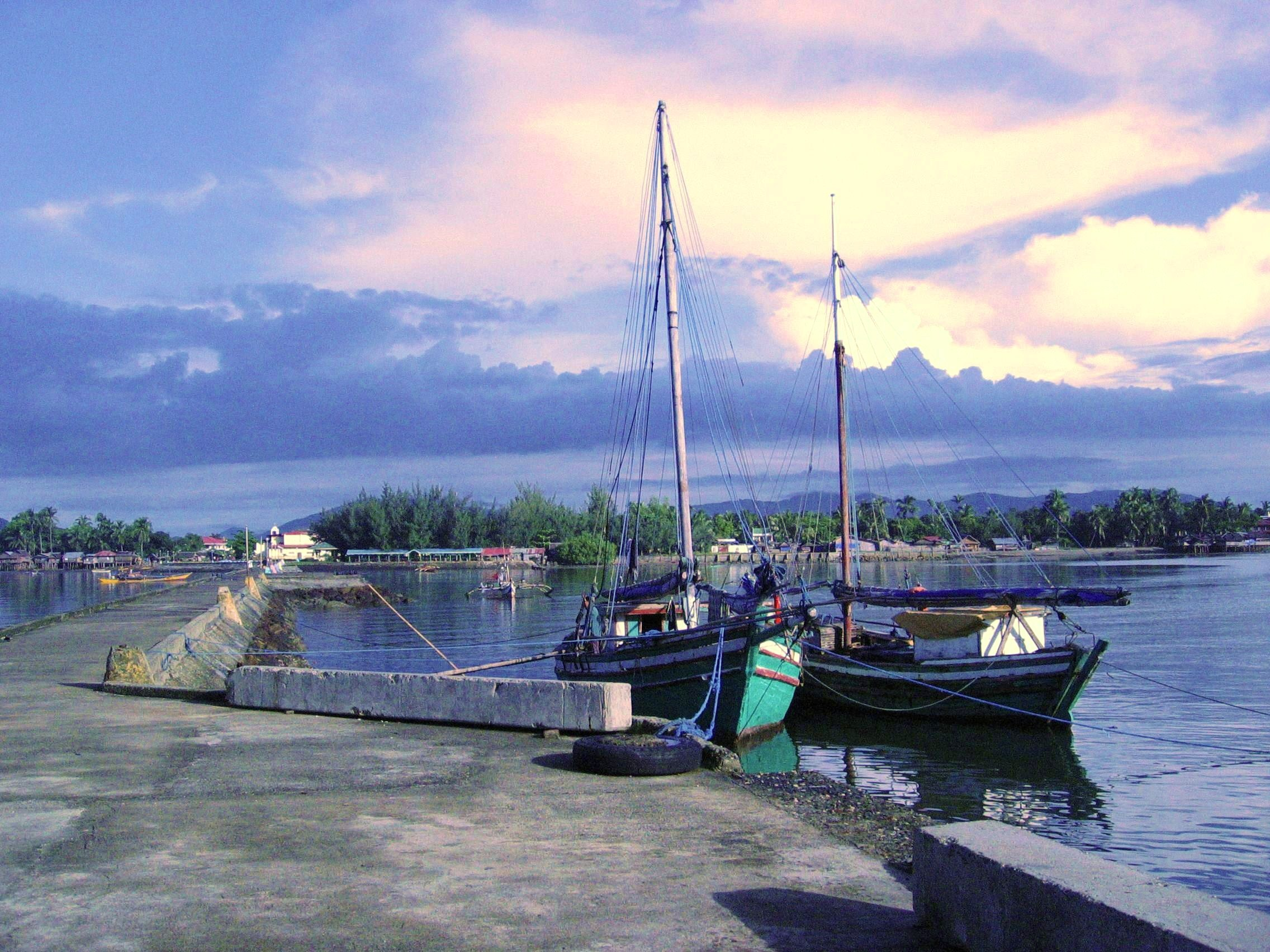
Il porto di Banate

Banate è una città costiera a Iloilo, nelle Filippine, con un'origine antica. Era noto ai missionari spagnoli durante le date più antiche della colonizzazione come Bobog, ed è diventata una "visita" della parrocchia e del monastero agostiniano di Dumangas, Iloilo durante i primi anni del regime spagnolo . Lo storico agostiniano, Gaspar de San Agustin, di cui ha scritto sull'esistenza della città durante il 1500-1600 nel suo libro Conquistas de las Islas filippine (1565-1615). . Fray Juan Fernandez nel suo Monografias de los Pueblos de la isla de Panay afferma che Banate era nota nei tempi antichi come Bobog o Bog-og, che è sinonimo di catia, vale a dire- di vetro. Il frate agostiniano dice che il nome moderno Banate potrebbe essere stato derivato da alcune piante che prosperano in abbondanza nella città. Una possibilità è la Butacea, classificato da Linaeus come Murraya exotica. Se l'ortografia e la pronuncia sono danneggiati, e invece di Banate ciò che è scritto o pronunciato è Bangate, sarebbe quindi il papilionácea leguminose chiamato in botanica come Abrus praecatorius.
Per gli abitanti, il nome moderno della città è comunemente attribuita alla presenza di molti alberi Bangate nella zona. Secondo una leggenda locale, quando arrivarono gli spagnoli, tutti gli abitanti di Banate fuggì per motivo della sicurezza. Un vecchio, però, non è riuscito a fuggire perché era di età avanzata e già così debole. Pioveva allora. Così, il vecchio si rifugiarono sotto l'albero Bangate in cui un ufficiale spagnolo lo trovò più tardi. L'uomo bianco l'ha chiesto; 'Como se llama esto pueblo? ", Il vecchio, non sapendo cosa dire, semplicemente ha detto "Bangate pensando che il spagnolo stava chiedendo circa il nome dell'albero. Incapace di comprendere con chiarezza quello che il vecchio borbottò, il spagnolo pensava che il nativo aveva detto Banate". Mentre tale leggenda sembra troppo assurdo per essere vero, è l'unica spiegazione spesso data dalla gente sull'origine del nome della loro città. Gli alberi di Bangate ancora abbondano, entro i limiti territoriali del comune fino ad ora.
Bobog, nella prima parte della sua storia come un insediamento cristiano e una Visita di Dumangas, è stato posto sotto il patronato di San Giovanni Evangelista..  P. Juan Fernandez dice che la città è stata fondata nel 1763. Da allora ha acquisito la sua Visita l'insediamento di Sinaba-an. P. Leandro Arias è stato nominato Vicario per la città il 31 ottobre 1763. In seguito, molte persone hanno lasciato la città a causa delle frequenti incursioni e saccheggi dei musulmani di Mindanao. Di conseguenza, la città fu nuovamente annessa a Dumangas. Successivamente divenne Visita di Barotac Nuevo fino al 1843, quando fu dichiarata di nuovo come una parrocchia autonoma con San Giovanni Battista come patrono titolare. Sette anni dopo, il Governatore Generale Antonio Blanco, senza dubbio dimenticando il precedente decreto, aveva dichiarato Banate come parrocchia indipendente il 15 aprile 1850, al tempo stesso come quello di Anilao.
Non vi è alcun documento esistente o di un atto di legislazione attestante la data del riconoscimento formale e la creazione di Banate come un comune. È stato, però, con la nomina di Felix Babiera come il primo Governadorcillo nel 1837 da indicazione sicura che Banate era fondato come comune. Incluso nella giurisdizione territoriale del comune di Banate erano Barotac Viejo e Anilao. Il sito originale del Centro historico di Banate era in quella zona che oggi è conosciuto come  Bularan . La piccola chiesa lì, attorno alla quale la città è cresciuta, è stato poi situato vicino alla riva. Nelle vicinanze verso il Nord è stato il cimitero della città. Per la piazza del mercato, Nipa e baracche di bambù sono stati costruiti nei pressi della zona in cui la prima Chiesa di una volta. Durante l'ultima parte del 1800 l'attuale Chiesa cattolica romana in pietra fu costruito nel barangay adiacente, divenuto in seguito centro storico o la capitale della città.
L'attuale chiesa della parrocchia è stata costruita nel 1870 da padre. Tores Eustaqiuo. Si è fatto di pietra e legno durante il periodo spagnolo. Il suo successore, fr. Manuel Santos, P. costruito il convento di legno nel 1883.
Durante la Rivoluzione contro Spagna,m il 28 ottobre 1898, Banate, che rimase fedele alla Spagna, è stato ridotto in cenere dai ribelli sotto il maleducato Maraigan. Il parroco attuale parrocchia è Rev. P. Winifredo "Winnie" H. Losaria.